# Lago de Pátzcuaro

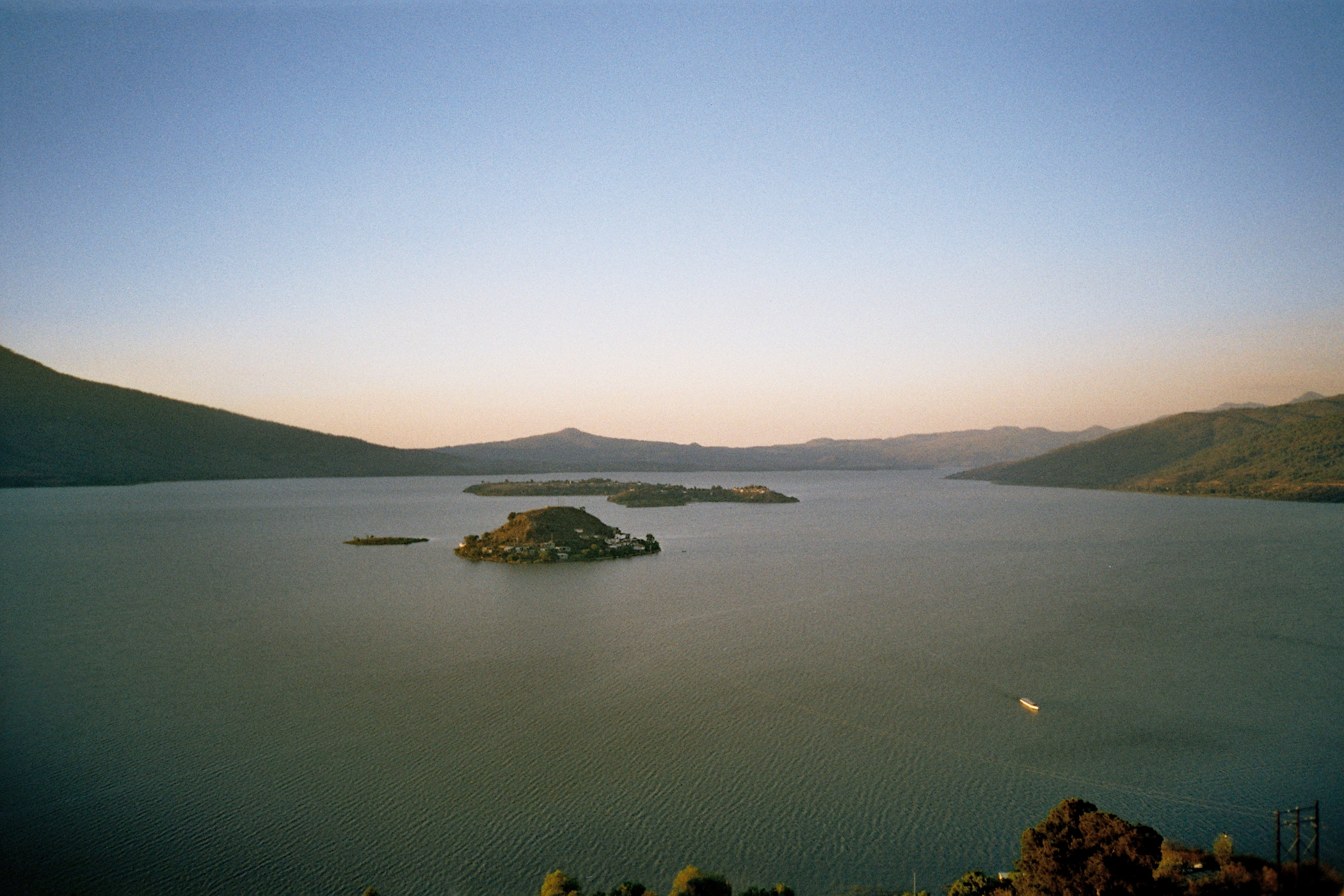

O Lago de Pátzcuaro é um lago no município de Pátzcuaro, Michoacán, México.